# Scotophilus nux
Scotophilus nux (Thomas, 1904) è un pipistrello della famiglia dei Vespertilionidi diffuso nell'Africa occidentale e centrale.

## Descrizione

### Dimensioni
Pipistrello di medie dimensioni, con la lunghezza totale tra 111 e 143 mm, la lunghezza dell'avambraccio tra 53 e 61 mm, la lunghezza della coda tra 44 e 54 mm, la lunghezza del piede tra 13 e 15 mm, la lunghezza delle orecchie tra 15 e 19 mm e un peso fino a 37 g.

### Aspetto
Il corpo è robusto, la testa è grande. La pelliccia è corta, liscia, soffice e lucida. Le parti dorsali variano dal bruno ruggine al bruno-nerastro, mentre le parti ventrali sono leggermente più chiare. Il muso è corto e largo, dovuto alla presenza di due masse ghiandolari sui lati. Le orecchie sono marroni scure, corte, ben separate tra loro, con il margine anteriore fortemente convesso e con un lobo alla base, mentre quello posteriore è quasi diritto. L'antitrago è semi-circolare e carnoso. Il trago è lungo, affusolato, con la punta arrotondata e il margine anteriore concavo. Le membrane alari sono bruno-nerastre. La punta della lunga coda si estende leggermente oltre l'ampio uropatagio.Il cariotipo è 2n=36 FNa=50.

## Biologia

### Comportamento
Si rifugia in piccoli gruppi sotto i tetti di edifici e talvolta in cavità degli alberi.

### Alimentazione
Si nutre di insetti.

### Riproduzione
Femmine gravide sono state osservate nella Repubblica Democratica del Congo nel mese di marzo. Danno alla luce un piccolo alla volta sebbene non siano rari i parti gemellari.

## Distribuzione e habitat
Questa specie è diffusa in Guinea meridionale, Liberia, Sierra Leone, Costa d'Avorio e Ghana  meridionali, Nigeria sud-orientale, Camerun meridionale, Repubblica Democratica del Congo e Ruanda settentrionali, Uganda e Kenya occidentali.
Vive nelle foreste pluviali di pianura, nelle foreste di palude e nelle spianate all'interno di esse.

## Conservazione
La IUCN Red List, considerato il vasto areale e la popolazione presumibilmente numerosa, classifica S.nux come specie a rischio minimo (Least Concern)).